# ویکتور گوجکاج
ویکتور گوجکاج (به انگلیسی: Victor Gojcaj) (زاده ۹ مارس ۱۹۸۳) بازیگر آمریکایی است.
از فیلم‌های معروف او می‌توان به بازی در فیلم جاعل اشاره کرد.